# Beatus von Liébana

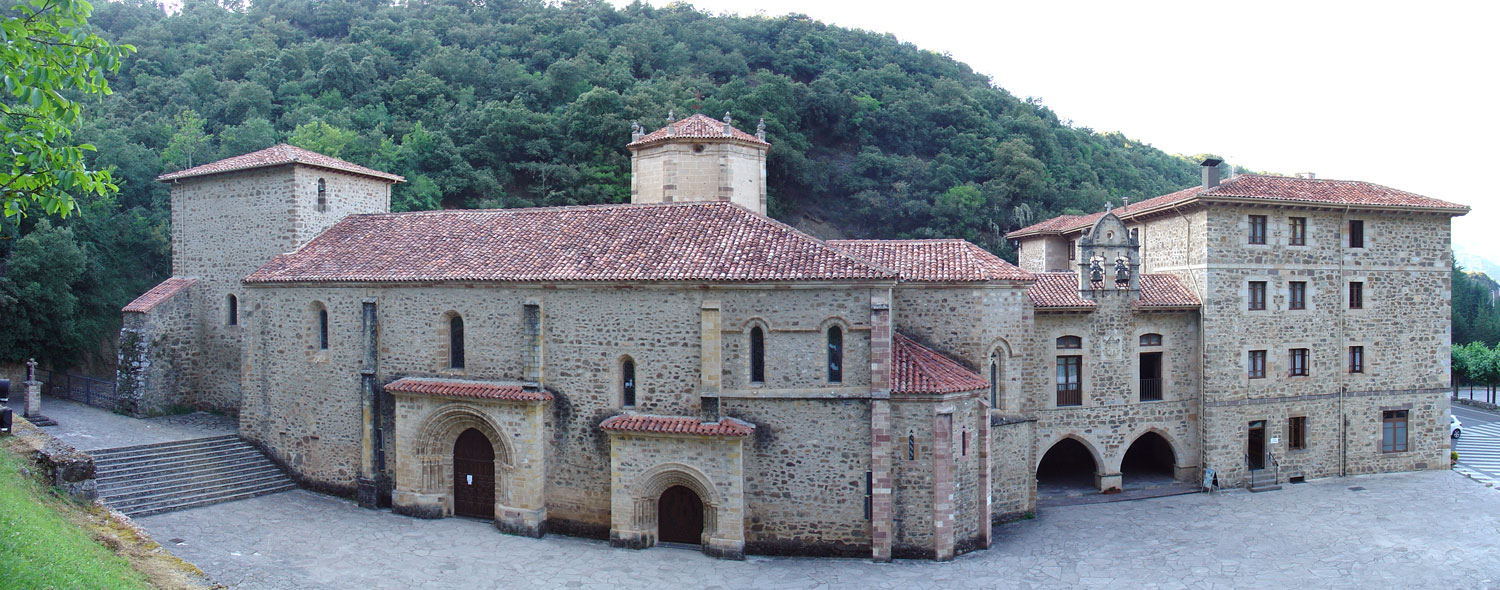
Kloster Santo Toribio de Liébana

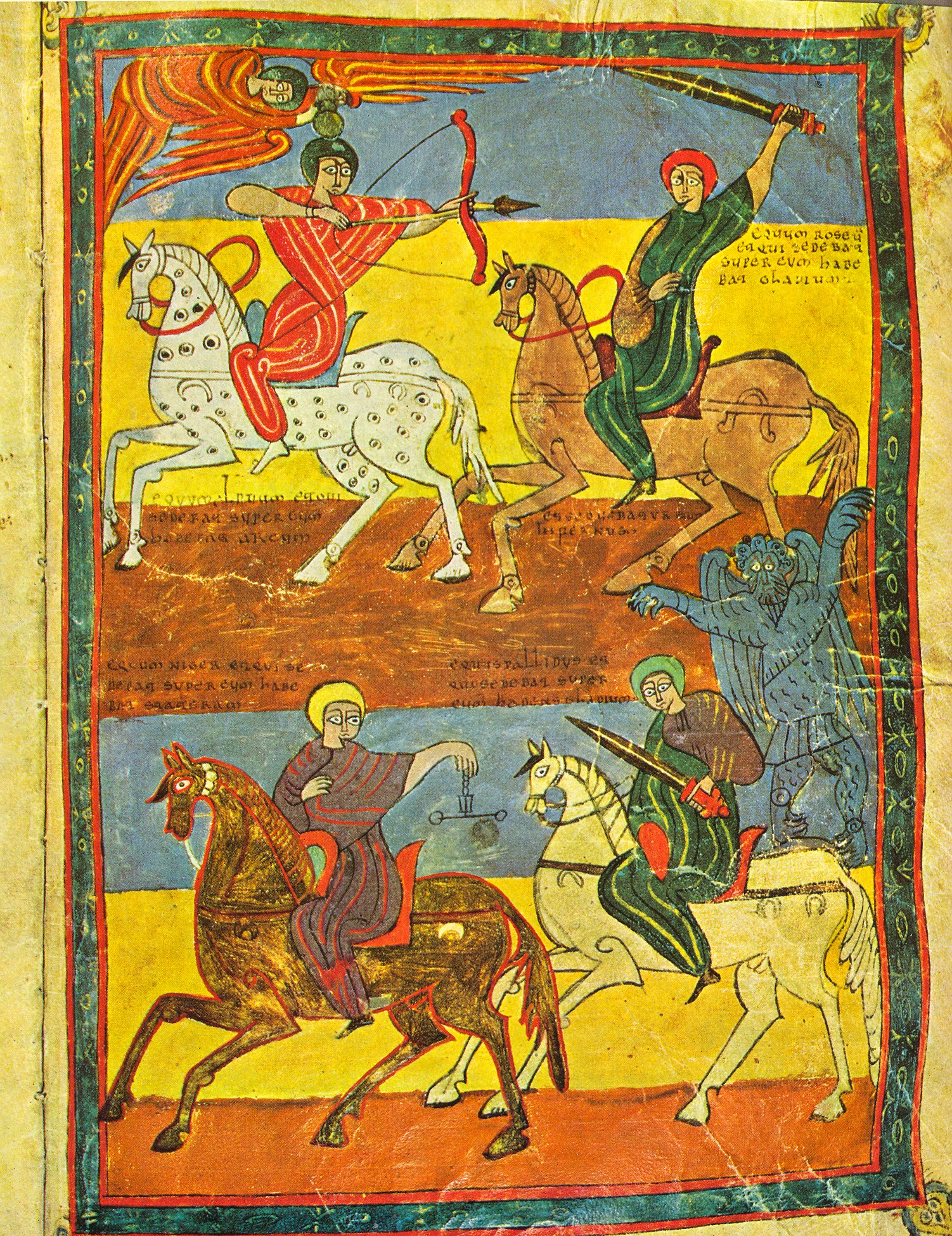
Die vier apokalyptischen Reiter, Illustration in den Beatus-Apokalypsen des Klosters Valladolid

Beatus von Liébana (* unbekannt; † nach 798) war ein Mönch und Theologe.

## Leben und Werk
Beatus gehörte dem Konvent San Martin de Turieno im Tal von Liébana im Königreich Asturien an. Das Kloster trägt heute das Patrozinium Santo Toribio de Liébana und liegt in der autonomen Gemeinschaft Kantabrien im Bereich der Picos de Europa im Norden Spaniens.
Bruder Beatus wurde zum Wortführer der Gegner des Adoptianismus des Elipandus von Toledo und korrespondierte mit Alkuin. Bekannt ist er vor allem durch sein Hauptwerk, einen Kommentar zur biblischen Apokalypse in zwölf Büchern (um 776), bei dem es sich um eine Katene handelt. Der Text ist in 34 Handschriften und Fragmenten des 9. bis 16. Jahrhunderts erhalten. Die illustrierten Handschriften werden jeweils ebenfalls Beatus genannt. Beatus’ Motivation für den Apokalypsenkommentar war das mit dem Jahr 800 erwartete jüngste Gericht.
Teile des Werkes zur Apokalypse, welche sich in Spanien und Portugal befinden, wurde 2015 von der UNESCO zum Weltdokumentenerbe erklärt.